# Pansarstridsmärket
Pansarstridsmärket (tyska Panzerkampfabzeichen) var en tysk utmärkelse som instiftades på order av Walther von Brauchitsch 1939 och utdelades till soldater i pansarenheter. Ett pansarstridsmärke hade dock funnits under första världskriget och även ett för spanska inbördeskriget.

### Webbkällor
- ”Tank Assault Badge – Panzerkampfabzeichen” (på engelska). Wehrmacht-Awards.com. Arkiverad från originalet den 29 augusti 2014. https://www.webcitation.org/6SCKlZU31?url=http://www.wehrmacht-awards.com/war_badges/heer/panzer_badge.htm. Läst 29 augusti 2014.